# 沈光宗
沈光宗（？—？），字以裕，號越凡，浙江溫州府永嘉縣人，竈籍，明朝政治人物。

## 生平
二月初十日生，治易经。萬曆二十二年（1594年）甲午科順天鄉試第十二名舉人，二十三年（1595年）乙未科會試第二百三十八名，廷試三甲第三十七名進士。都察院觀政，本年六月授江西鄱陽縣知縣，二十六年考察調簡，降湖廣布政司都事，升南昌府通判，辛丑考察調簡，卒。

## 家族
曾祖沈天爵。祖沈文昂。父沈根。母季氏。永感下。弟可宗。娶楊氏，继娶袁氏。